# Champions de France de natation en bassin de 50 m du 500 m nage libre

## Messieurs

### 500 m nage libre messieurs
| Championnats                  | 500 m nage libre Messieurs | 500 m nage libre Messieurs | 500 m nage libre Messieurs | 500 m nage libre Messieurs | 500 m nage libre Messieurs |
| ----------------------------- | -------------------------- | -------------------------- | -------------------------- | -------------------------- | -------------------------- |
| 1899 Versailles (Grand canal) | G. Leuillieux              |                            |                            | PN Lille                   | 11 min 36 s 0              |
| 1900 Courbevoie               | Jules Clévenot             |                            |                            | Libellule de Paris         | 8 min 28 s 0               |
| 1901 Courbevoie               | Jules Clévenot             |                            |                            | Libellule de Paris         | 7 min 16 s 2               |
| 1902 Courbevoie               | Henri Peslier              |                            |                            | Libellule de Paris         | 7 min 06 s 0               |
| 1903 Courbevoie               | Albert Cochu               |                            |                            | N Saint-Mandé              | 7 min 18 s 2               |
| 1904 Courbevoie               | Paul Vasseur               |                            |                            | Libellule de Paris         | 7 min 55 s 0               |
| 1905 Vitry-sur-Seine          | Paul Vasseur               |                            |                            | Libellule de Paris         |                            |
| 1906 Vitry-sur-Seine          | Paul Vasseur               |                            |                            | Libellule de Paris         | 8 min 14 s 2               |
| 1907                          | Charles Renou              |                            |                            | Libellule de Paris         | 8 min 59 s 0               |
| 1908                          | Paul Vasseur               |                            |                            | Libellule de Paris         | 8 min 43 s 4               |
| 1909                          | Paul Vasseur               |                            |                            | Libellule de Paris         |                            |
| 1910                          | B. Howeman                 |                            |                            | CP Asnières                | 8 min 43 s 2               |
| 1911                          | Henri Decoin               |                            |                            | SCUF                       | 9 min 08 s 0               |
| 1912                          | André Caby                 |                            |                            | PN Lille                   | 8 min 07 s 0               |
| 1913                          | Bonelli                    |                            |                            | H Monaco                   | 8 min 04 s 2               |
| 1914 non disputé              |                            |                            |                            |                            |                            |
| 1915 Les bains Deligny        | Paul Vasseur               |                            |                            | Libellule de Paris         | 9 min 55 s 0               |
| 1916 Les bains Deligny        | Georges Rigal              |                            |                            | Libellule de Paris         | 10 min 10 s 0              |
| 1917 Les bains Deligny        | Marcel Pernot              |                            |                            | Libellule de Paris         | 9 min 17 s 0               |
| 1918 Les bains Deligny        | Georges Rigal              |                            |                            | Libellule de Paris         | 8 min 59 s 0               |
| 1919 Tourcoing                | Robert Desmettre           |                            |                            | EN Tourcoing               | 8 min 24 s 4               |